# لوري كارلوس
لوري كارلوس (بالإنجليزية: Laurie Carlos)‏ هي كاتِبة وكاتبة مسرحية أمريكية، ولدت في 25 يناير 1949 في نيويورك في الولايات المتحدة، وتوفيت في 29 ديسمبر 2016 في سانت بول في الولايات المتحدة.

## وصلات خارجية
- لوري كارلوس على موقع قاعدة بيانات برودواي على الإنترنت (الإنجليزية)
- لوري كارلوس على موقع ديسكوغز (الإنجليزية)